# Zbigniew z Oleśnicy
Zbigniew z Oleśnicy (Sandomierz, 5 de dezembro de 1389 - Sandomierz, 1º de abril de 1455) foi um cardeal do século XV.

## Biografia
Nasceu em Sandomierz em 5 de dezembro de 1389. Da nobre casa polonesa de Dembno de Olesnica. Filho de Jan z Oleśnicy, juiz em Cracóvia e castellanus de Vilnius, e Dobrochna z Rożnowa, dos condes de Gryf. Ele tinha um irmão, Jan Głowacz, pai do futuro arcebispo de Gniezno e primaz da Polônia e da Lituânia, também chamado Zbigniew z Oleśnicy (1481-1493); e duas irmãs, Katarzyna e Pachna. Seus primos eram Jakub z Sienna, arcebispo de Gniezno e primaz da Polônia e da Lituânia (1473-1480); e Dymitr z Sienna e Mikołaj z Sienna, cânones de Gniezno e Cracóvia respectivamente. Seu primeiro nome também está listado como Sbigneaus; e como Sbigniew; e seu sobrenome como Oleśnick; e como Olesnicki. Ele foi chamado de Cardeal de Cracóvia.
Estudos iniciais na colegiada de Sandomierz; a partir de 1406, estudou na Academia de Cracóvia (não obteve nenhum diploma acadêmico).
Na batalha de Grünwald (Tannenberg), em 14 de julho de 1410, onde um exército polaco-lituano derrotou decisivamente a Ordem dos Cavaleiros Teutônicos, ele salvou a vida do rei Władisław Jagellon, de quem era secretário; depois disso, ele se tornou o membro mais influente do conselho privado. Em 1411, integrou a delegação para discussões com o antipapa João XXIII. Em 1416, foi escolástico em Sandomierz. Em 1419-1420, participou nas negociações com Sigismundo do Luxemburgo sobre a controvérsia entre a Polónia e a Ordem dos Cavaleiros Teutónicos; seu papel decisivo nas negociações chamou a atenção do rei Ladislau Jagiello. A partir de 1420 foi reitor da colegiada de São Floriano, Kleparz, perto de Cracóvia. Cânon dos capítulos catedrais de Gniezno e Cracóvia; e da colegiada de Wislica. Apostólico protonotário. Embaixador do Rei Władisław perante o Rei Sigismundo em 1420.
Ele havia recebido o subdiaconado quando foi promovido ao episcopado.
Eleito bispo de Cracóvia em 1º de julho de 1423; ocupou a sé até sua morte.
Ordenado em 18 de dezembro de 1423. Consagrado bispo, 19 de dezembro de 1423, catedral de Cracóvia, por Jan z Rzeszowa, arcebispo de Lwow. Nesta altura começou o importante papel político do Bispo Oleśnicy nos assuntos de Estado. Ele iniciou a tradição de eleger o rei quando, em março de 1430, conseguiu impor limites ao poder do rei em troca do reconhecimento do filho do monarca, o jovem príncipe Władysław, como sucessor dos nobres do reino. Em 1434, foi para o Conselho de Basileia como embaixador do rei polonês; ele tentou ser neutro e fazer amizade com as duas facções do conselho.
Criado cardeal sacerdote no consistório de 18 de dezembro de 1439; recebeu o título de S. Prisca, em 8 de janeiro de 1440. O antipapa Félix V criou-o pseudocardeal no consistório de 12 de abril de 1440; numa carta cortês datada de 4 de outubro de 1441, o cardeal agradeceu ao antipapa Félix V pela nomeação, mas recusou, indicando que já havia sido promovido ao cardinalato pelo Papa Eugênio IV. Ele foi o primeiro cardeal polonês e, como tal, sua influência nos assuntos da Polônia só perdia para a do rei. O cardeal governou o país quando o rei Władysław III morreu em 1444 em uma cruzada, até que a morte do rei pudesse ser provada e o irmão mais novo do rei, o grão-príncipe Kazimierz da Lituânia, sucedesse ao trono como rei Kazimierz IV em 1447; durante a frequente ausência do rei, o cardeal voltou a cuidar dos assuntos do reino. Não participou do conclave de 1447 , que elegeu o Papa Nicolau V. O novo papa enviou-lhe o red had em 29 de julho de 1449; recebeu-o no dia 1º de outubro seguinte. Para remediar o avanço dos hussitas na Polônia, convidou Giovanni Capistrano, futuro santo, e os franciscanos para irem a Cracóvia. Ele aumentou os aluguéis da diocese de Cracóvia quando comprou o principado de Siewierz dos príncipes de Cieszyn. O cardeal foi um promotor do humanismo. Correspondeu-se com Enea Silvio Piccolomini, futuro Papa Pio II; persuadiu o grande historiador polaco Johann Dêugosz a escrever uma história da Polónia; apoiou o desenvolvimento da Academia de Cracóvia; e possuía uma grande biblioteca.
Morreu em Sandomierz em 1º de abril de 1455. Enterrado no dia 8 de abril seguinte na catedral de Cracóvia. As exéquias foram celebradas em Roma em 21 de junho de 1455. Ele deixou todos os seus bens aos pobres.